# Крајпуташ Тикомиру Јовичићу у Грабу

Крајпуташ Тикомиру Јовичићу (†1913) у Грабу налази се у селу Граб на старом путу Чачак−Гуча, Општина Лучани. Подигнут је учеснику Балканских ратова који је изгубио живот у на Дренку 1913. године.

## Опис
Споменик у облику стуба од пешчара, дискретне архитектонске профилације, наткривен плочом. С предње стране, у пољу испод декоративног тролисног крста уклесан је текст епитафа који се наставља на десном боку и полеђини стуба. На левој бочној страни уклесани су реденик са мецима, бајонет и пушка. Дискретан декоративан утисак предње стране споменика постигнут је спиралним линеарним урезима, кога употпуњују стилизован биљни мотив са два грозда на десном боку, кружно оивичен крст на постољу и украсне ресе на полеђини споменика.
Крајпуташ је у добро очуван и одржаван. Полихромија је новијег датума − подлога је обојена у плаво, са детаљима изведеним у белој, мркој, смеђој и златној боји.

### Епитаф
Натпис гласи: 
Ој, Србине, брате, и Српкиње миле сеје
приђи ближе те прочитај овај тужни спомен
који показује краброг српског војника и јунака
ТИКОМИРА Јовичића из Граба
који у 27 години свога живота
јуначки борећи се са Турцима
1912.Г. и са Бугарима 1913. год.
и славно погибе од крволочних Бугара
на Дренку 18. јуна 1913. год.
и ту јуначким костима постави границу
Велике Србије и Македоније.
Вечни му помен и слава.
Покојни Тикомир осто је сироче без оца у 6 год.
јединац био и одрастао код својих стричева.
Изучи основну школу Тијањску.
Бог да му душу прости.
По смрти своје остави за навек уцвељену супругу Анку
и три нејака сина Живан од 7 г. Драгољуб од 5г.
Стојан од по г. који му овај спомен подигоше.